# Journal of the Institute of Mathematics of Jussieu
Le Journal of the Institute of Mathematics of Jussieu (en français : Journal de l'Institut de Mathématiques de Jussieu) est une revue mathématique à  évaluation par les pairs qui couvre tous les domaines de mathématiques pures. Elle est publiée par Cambridge University Press au nom de l'Institut de mathématiques de Jussieu. 

## Description
Le Journal de l'Institut de mathématiques de Jussieu publie des articles de recherche originaux dans toutes les branches des mathématiques pures ; des articles en logique et en mathématiques appliquées sont également acceptés lorsqu'ils ont un lien direct avec les mathématiques pures. La revue cherche à présenter une grande variété de domaines de recherche et de toutes les parties du monde. L'acceptation pour la publication se fait sur la base de l'évaluation par les pairs. 
La revue couvre tous les domaines de mathématiques pures ; d"après le Zentralblatt MATH, les disciplines le plus représentées sont la géométrie algébrique et la théorie des nombres, suivies de la théorie des groupes, des groupes topologiques et des groupes de Lie, enfin de la logique mathématique et des fondements des mathématiques. Le MathSciNet donne une classification semblable.
La revue est bimensuelle ; chaque volume annuel est composé de 6 numéros. Le premier volume est de 2002 ; le volume de l'année 2020 est le volume 19. 

## Indexation
La revue est indexée et les résumés sont publiés par les bases usuelles de Cambridge University Press. Le SCImago Journal Rank donne le facteur d'impact 1,791 pour l'année 2019. 